# MU-STARS
MU-STARS（ミュースターズ）は日本の音楽グループである。所属はカクバリズム。

## 概要
2003年頃に結成。肩書きとしては「ブレイクビーツ製作集団」である。ジャンルという枠に捕らわれることがない、多彩な音楽スタイルを持つ。数多くのレギュラーイベントを経験し、各方面のクリエイターから絶賛を受けている。
- YOUR SONG IS GOODやCOME BACK MY DAUGHTERSのライブ登場用SEも手がけている。

- 2010年より、MU-STARSの二人にドラムの福井啓介（from Airbus）、映像演出の上山悠二を加えた4人編成のバンドセット「MU-STAR GROUP」を正式に始動。

## メンバー
- 藤原大輔（sarudog）（曲作り担当）
- タカ（あいづち担当）

## MU-STAR GROUP メンバー
- 藤原ダイスケa.k.a.sarudog（曲作り、ライブ指揮担当）
- タカ（あいづち担当）
- 福井啓介 from Airbus（ドラム担当）
- 上山悠二（映像演出、VJ、アートワーク担当）

## ディスコグラフィー

### EP

#### KAKUBARHYTHM
- FUNKY SOYSAUCE/MOVE ON NAP（2003年4月）
- CARAMEL CORN/FLOWERS（2004年4月）
- QUASAR EP（2005年8月）
- YOUR SONG IS GOOD×イルリメ/MU-STARS×森本雑感(BREAKfAST)（2005年11月）
- BGM EP（2010年6月）

### アルバム

#### KAKUBARHYTHM
- CHECK 1,2（2005年11月9日）

1. Check 1,2
2. キックとスネアのバラード
3. FLOWERS
4. ZAKKAN feat 森本雑感 (BREAKfAST)
5. D.D.T.
6. 笑えるハナシ feat イルリメ
7. J5 SHOUT OUT 001
8. QUASAR
9. MOVE ON NAP feat TAKUTO (JPC BAND)
10. SOFTCREAMSTOMP feat SMALLEST（トリカブト）
11. G.A.S
12. DETOUR-DUB feat TAKAMOTO (COME BACK MY DOUGHTERS)
13. J5 SHOUT OUT 002
14. クリームソーダブレイキン
15. CARAMEL CORN
16. FUNKY SOYSAUCE feat YOUR SONG IS GOOD

- BGM LP（2009年 9月30日）

1. NO STAR
2. WE NEED
3. MY PHILOSOPHY
4. SCORPIO
5. BEATS GOT MELLOW
6. CHECK THE DISCO
7. HAIR BALL CONTROL
8. MIND READER
9. PLAY
10. AND YOU GOT
11. G.A.S
12. M.U.S.I.C
13. THE END

### MIX CD

#### KAKUBARHYTHM
- SF! SERIES!（2007年12月）
- 45rpm 45vinyls 45minuites(2007年12月)

いずれも「SARUDOG FROM MU-STARS」名義。